# NGC 251
NGC 251は、うお座の方角にある渦巻銀河である。1784年10月15日にイギリスの天文学者ウィリアム・ハーシェルが発見した。
この銀河の中で、SN 2023rkyという超新星（II型超新星、18.8等級）が1つ観測されている。

## 備考
1. ↑  POSS1 103a-O values used.